# جوني سوير
جوني سوير (بالإنجليزية: Johnny Sawyer)‏ هو مهندس أمريكي، ولد في 7 يونيو 1902، وتوفي في 17 يونيو 1989.